# Leptanthura exilis
Leptanthura exilis är en kräftdjursart som beskrevs av Johann-Wolfgang Wägele 1985. Leptanthura exilis ingår i släktet Leptanthura och familjen Leptanthuridae.
Artens utbredningsområde är havet kring Nya Zeeland. Inga underarter finns listade i Catalogue of Life.